# Satriani Live!
„Satriani Live!“ е двоен концертен албум на американския китарист Джо Сатриани, записан на 2 май 2006 г. в Анахайм, Калифорния. Издадено е и DVD със същото име и от същия концерт. И двете са издадени на 31 октомври 2006 г.

### Диск едно
В съдържанието на гърба на диска са разменени местата на „Redshift Riders“ и „Flying in a Blue Dream“.
1. „Redshift Riders“ – 4:46
2. „The Extremist“ – 3:40
3. „Flying in a Blue Dream“ – 8:38
4. „Cool #9“ – 8:02
5. „A Cool New Way“ – 10:00
6. „Satch Boogie“ – 5:18
7. „Super Colossal“ – 4:17
8. „Just Like Lightnin'“ – 5:00
9. „Ice 9“ – 4:28
10. „One Robot's Dream“ – 8:02

### Диск две
1. „Ten Words“ – 3:35
2. „The Mystical Potato Head Groove Thing“ – 7:36
3. „The Meaning of Love“ 4:59
4. „Made of Tears“ – 10:23
5. „Circles“ – 9:49
6. „Always with Me, Always with You“ – 9:43
7. „Surfing with the Alien“ – 7:48
8. „Crowd Chant“ – 3:14
9. „Summer Song“ – 9:11

## Състав
- Джо Сатриани – соло китара, хармоника, клавишни
- Глен Хенсън – ритъм китара
- Дейв ЛаРу – бас
- Джеф Кампители – барабани

|  | Тази страница частично или изцяло представлява превод на страницата Satriani Live! в Уикипедия на английски. Оригиналният текст, както и този превод, са защитени от Лиценза „Криейтив Комънс – Признание – Споделяне на споделеното“, а за съдържание, създадено преди юни 2009 година – от Лиценза за свободна документация на ГНУ. Прегледайте историята на редакциите на оригиналната страница, както и на преводната страница, за да видите списъка на съавторите. ВАЖНО: Този шаблон се отнася единствено до авторските права върху съдържанието на статията. Добавянето му не отменя изискването да се посочват конкретни източници на твърденията, които да бъдат благонадеждни. |